# Acronicta virgata
Acronicta virgata là một loài bướm đêm trong họ Noctuidae.